# 井出謙治
井出 謙治（いで けんじ、1870年6月7日（明治3年5月9日） -  1946年（昭和21年）10月30日）は、日本の海軍軍人。海兵16期次席。階級は海軍大将。

## 経歴
幕臣・井出勝三の長男として生まれる。開成中学を経て、1885年、海軍機関学校に入校。機関学校廃止にともない、全生徒とともに1887年（明治20年）に海軍兵学校（16期）に編入し、同校を1890年（明治23年）に卒業（次席）、1891年（明治24年）に少尉任官。「吉野」回航、「吉野」分隊長、砲艦「大島」航海長、常備艦隊参謀、軍令部第2局員を経て、1899年（明治32年）アメリカへ私費留学し潜水艇について興味を持つ。製造会社に日参するも購入が条件と見学を断られ続けるが、退役米海軍少佐と知り合い潜水艇の航海を体験する。海軍省の命で潜水艇の購入交渉を行うが、予算の手当てができず交渉中止となった。1902年（明治35年）に帰国し、潜水艇への理解を深めることに尽力。「朝日」分隊長、駆逐艦「漣」艦長を歴任し、海軍省副官兼海相秘書官となり山本権兵衛大臣に仕えた。
その後、第2潜水艇隊司令兼水雷母艦「豊橋」艦長、海軍省副官、造船造兵監督官（イギリス出張）、イギリス大使館付武官、「磐手」艦長などを経て、1913年（大正2年）に海軍少将・呉水雷隊司令官となり、呉鎮守府参謀長、第4戦隊司令官、軍務局長、海軍次官などを歴任。1924年（大正13年）に海軍大将・軍事参議官、1930年（昭和5年）に退役した。

## 人物
藤田尚徳（海兵29期、海軍大将）によると、海軍部内において、岡田啓介（海兵15期、海軍大将）と並び、抜群の記憶力で知られていた。

## 栄典
位階
- 1891年（明治24年）12月14日 - 正八位[3]
- 1896年（明治29年）2月10日 - 従七位[4]
- 1898年（明治31年）3月8日 - 正七位[5]
- 1900年（明治33年）12月7日 - 従六位[6]
- 1905年（明治38年）2月14日 - 正六位[7]
- 1908年（明治41年）12月11日 - 従五位[8]
- 1914年（大正3年）1月30日 - 正五位[9]
- 1917年（大正6年）12月28日 - 従四位[10]
- 1923年（大正12年）2月10日 - 正四位[11]
- 1925年（大正14年）
  - 2月28日 - 従三位[12]
  - 12月28日 - 正三位[13]

勲章等
- 1895年（明治28年）11月18日 - 勲六等単光旭日章[14]
- 1900年（明治33年）11月30日 - 勲五等瑞宝章[15]
- 1905年（明治38年）11月30日 - 勲四等瑞宝章[16]
- 1906年（明治39年）4月1日 - 功四級金鵄勲章・勲三等旭日中綬章・明治三十七八年従軍記章[17]
- 1920年（大正9年）11月1日 - 勲一等旭日大綬章[18]
- 1921年（大正10年）7月1日 - 第一回国勢調査記念章[19]
- 1940年（昭和15年）8月15日 - 紀元二千六百年祝典記念章[20]